# Bruinkopkoevogel
De bruinkopkoevogel (Molothrus ater) is een zangvogel uit de familie Troepialen (Icteridae).

## Kenmerken
Het mannetje van deze soort lijkt wel wat op de Europese merel. Hij is echter niet geheel zwart maar heeft een bruine kop. Het vrouwtje of pop is minder opvallend bruin. De lichaamslengte bedraagt 19 cm.

## Beschrijving
De vogel heeft van de menselijke activiteiten duidelijk groot voordeel gehad. Koevogels (koespreeuwen) zijn broedparasieten. Net als de Europese koekoek bouwen zij zelf geen nest, maar leggen hun eieren in het nest van andere vogels. Oorspronkelijk kwamen zij voor op de prairie en volgden daar de trek van de bizon. Het was daarbij ongetwijfeld een voordeel niet zelf voor de jongen te hoeven zorgen. Door ingrijpen van de mens is die levensstijl grondig veranderd, maar anders dan de bizon heeft de koevogel daar alleen maar van geprofiteerd. Door het kappen van de uitgestrekte bossen ten oosten van de prairie kwam er veel gebied open te liggen waar de vogel zich goed in thuis voelde. Op hun beurt leden een aantal andere vogelsoorten daar weer schade van omdat zij nu ook ongewild gastheer voor de jongen van de koevogel werden. Er is zelfs een vogelsoort, Kirtlands zanger (Setophaga kirtlandii) die daardoor op het randje van uitsterven gekomen is.

## Verspreiding en leefgebied
Deze soort komt voor in de kustgebieden en in het zuiden van de VS. Hij is een zomergast in de centrale staten en in Canada. De vogel is in een groot deel van Noord-Amerika een vertrouwde verschijning in een open landschap, maar ook in stadsparken kan hij aangetroffen worden.
De soort telt drie ondersoorten:
- M. a. artemisiae: binnenlands westelijk Canada en de westelijke Verenigde Staten.
- M. a. obscurus: de kust van Alaska, Canada, de Verenigde Staten en noordwestelijk Mexico.
- M. a. ater: zuidoostelijk Canada, de oostelijke en centrale Verenigde Staten en noordoostelijk Mexico.